# (336204) Sardinas
Pour les articles homonymes, voir Sardinas.
(336204) Sardinas est un astéroïde de la ceinture principale.

## Description
(336204) Sardinas est un astéroïde de la ceinture principale. Il fut découvert le 24 septembre 2008 à La Cañada par Juan Lacruz. Il présente une orbite caractérisée par un demi-grand axe de 2,58 UA, une excentricité de 0,24 et une inclinaison de 3,2° par rapport à l'écliptique.

## Compléments